# Тойво Ківімякі
Тойво Мікаель Ківімякі (фін. Toivo Mikael Kivimäki; 5 червня 1886, Тарвасйокі, Велике князівство Фінляндське — 6 травня 1968, Гельсінкі, Фінляндія) — фінський державний і політичний діяч, член Національної прогресивної партії.

## Біографія
За освітою юрист, закінчив Гельсінський університет, згодом працював в ньому, був професором кафедри цивільного права, а з 1931 по 1936 рік — деканом факультету. Обирався до парламенту Фінляндії від Національної Прогресивної партії, з грудня 1928 по серпень 1929 був міністром внутрішніх справ в кабінеті О. Мантере, з березня 1931 по грудень 1932 рр. — міністром юстиції в кабінеті Ю. Суніла.
З грудня 1932 по жовтень 1936 був прем'єр-міністром в коаліційному уряді Фінляндії (куди входили представники Національної Прогресивної партії, Національної коаліційної партії і Шведської народної партії). Термін його прем'єрства (майже чотири роки) був найтривалішим за всю історію Фінляндії до 1985 року. Під час свого перебування на посаді прем'єра орієнтувався на співпрацю з іншими скандинавськими країнами.
Через два тижні після підписання мирного договору між Фінляндією і СРСР після Зимової війни, в березні 1940 року Ківімякі був призначений послом в Берліні, цю посаду він обіймав до розриву дипломатичних відносин Фінляндії з Німеччиною 2 вересня 1944 року. У грудні 1940 Ківімякі балотувався на посаду президента країни, поряд з Р. Рюті, але програв вибори. В останні місяці свого перебування в Берліні Ківімякі все менше слідував директивам президента Рюті. Зокрема, підписання пакту Рюті-Ріббентропа 26 червня 1944 року в Гельсінкі проходило без участі Ківімякі. Після закінчення Радянсько-фінської війни (1941—1944) за наполяганням радянської сторони був відданий під суд як військовий злочинець і 21 лютого 1945 засуджений до п'яти років позбавлення волі.
Після укладення Договору про дружбу між Фінляндією і Радянським Союзом в 1948 був амністований тодішнім президентом Фінляндії Юго Паасіківі. Після звільнення не займався політикою, з 1948 по 1956 працював професором цивільного права в Гельсінкі.